# Dãy núi Atapuerca
Dãy núi Atapuerca (Sierra de Atapuerca trong Tiếng Tây Ban Nha) là vùng núi đá vôi cổ xưa của Tây Ban Nha, ở tỉnh Burgos, Castilla và León, gần Atapuerca và Ibeas de Juarros. Dãy núi chứa một vài hang động có công cụ bằng đá và các hóa thạch phân tông Người ở Tây Âu được tìm thấy, thuộc về loài Homo antecessor (hay Homo erectus antecessor) và Homo heidelbergensis. Khu vực khảo cổ của Atapuerca" được công nhận là di sản thế giới bởi UNESCO.